# Junior Da Silva Rodríguez
Junior Da Silva Rodriguez (n. Maceió, Brasil, 18 de junio de 1984) es un futbolista brasileño. Juega como delantero.

## Clubes
| Club          | País     | Año         |
| ------------- | -------- | ----------- |
| Vasco da Gama | Colombia | 2009 - 2010 |
| Boyacá Chicó  | Colombia | 2010        |
| Patriotas     | Colombia | 2010 - 2011 |

## Palmarés

### Campeonatos nacionales
| Título  | Club          | País   | Año  |
| ------- | ------------- | ------ | ---- |
| Serie B | Vasco da Gama | Brasil | 2009 |